# Rendering Ranger R²
Rendering Ranger: R² (レンダリング・レンジャーＲ²?) è un videogioco shoot'em up sviluppato nel 1995 da Rainbow Arts in esclusiva per Super Nintendo Entertainment System e distribuito da Virgin Interactive solamente in Giappone. Programmato da Manfred Trenz, storico programmatore di Turrican, presenta molte similarità con il videogioco del 1990.
Originariamente sviluppato con il nome di Targa, non venne mai pubblicato in occidente, sebbene sia stata creata una versione beta del gioco localizzata in inglese. La grafica di quest'ultimo tuttavia non riflette i cambiamenti grafici apportati dai programmatori, influenzati da Donkey Kong Country.

## Trama
La Terra è invasa da una devastante razza aliena, e solo un supersoldato può eliminare le forze ostili e salvare l'umanità. Un arsenale di armi devastanti sono a disposizione del giocatore per portare a termine la missione.

## Modalità di gioco
Rendering Ranger è un classico videogioco sparatutto a scorrimento orizzontale, simile a Contra o Turrican, in cui il giocatore deve eliminare ogni nemico presente sullo schermo e sconfiggere il boss di fine livello. È composto da sei livelli, alcuni dei quali presentano uno stile shoot'em up a scorrimento laterale che ricorda Gradius.